# Кучава (річка)
Кучава — річка в Україні  у Мукачівському районі Закарпатської області. Ліва притока річки Старої (басейн Дунаю).

## Опис
Довжина річки приблизно 10,40 км, найкоротша відстань між витоком і гирлом — 8,88  км, коефіцієнт звивистості річки — 1,17 . Формується декількома струмками.

## Розташування
Бере початок на північно-західній стороні від села Ростов'ятиця. Тече переважно на південний захід через села Шкуратівці та Руську Кучаву і на північно-східній стороні від села Ірлява вадає у річку Стару, праву притоку річки Латориці.

## Цікаві факти
- На річці між селами Шкуратівці та Руська Кучава розташована приватна садиба «Зелений Гай»[2].